# Daniel Ståhl
Daniel Arvid Paavali Ståhl (Solna, 27 augustus 1992) is een Zweeds discuswerper. Hij werd eenmaal olympisch, tweemaal wereldkampioen in deze discipline.

## Loopbaan
Tijdens de Olympische Zomerspelen van 2016 strandde Ståhl in de kwalificatie.
In Doha won Ståhl in 2019 de wereldtitel met een afstand van 67 meter 59.
Ståhl won tijdens de Olympische Spelen van Tokio de gouden medaille met een afstand van 68 meter 90 het zilver was voor zijn landgenoot Simon Pettersson.

## Titels
- Olympisch kampioen discuswerpen - 2020
- Wereldkampioen discuswerpen - 2019, 2023

## Persoonlijke records
| Onderdeel    | Prestatie | Datum            | Plaats    |
| ------------ | --------- | ---------------- | --------- |
| kogelstoten  | 19,47 m   | 29 augustus 2021 | Borås     |
| discuswerpen | 71,86 m   | 29 juni 2019     | Bottnaryd |

## Palmares

### discuswerpen
- 2014: kwal. EK - 59,01 m
- 2015: 5e WK - 64,73 m
- 2016: 5e EK - 64,77 m
- 2016: kwal. OS - 62,26 m
- 2017:  WK - 69,19 m
- 2018:  EK - 68,23 m
- 2019:  WK - 67,59 m
- 2021:  OS - 68,90 m
- 2018: 5e EK - 66,39 m
- 2022: 4e WK - 67,10 m
- 2023:  WK - 71,46 m

1896: Bob Garrett ·
1900: Rudolf Bauer ·
1904: Martin Sheridan ·
1906: Martin Sheridan ·
1908: Martin Sheridan ·
1912: Armas Taipale ·
1920: Elmer Niklander ·
1924: Bud Houser ·
1928: Bud Houser ·
1932: John Anderson ·
1936: Ken Carpenter ·
1948: Adolfo Consolini ·
1952: Sim Iness ·
1956: Al Oerter ·
1960: Al Oerter ·
1964: Al Oerter ·
1968: Al Oerter ·
1972: Ludvík Daněk ·
1976: Mac Wilkins ·
1980: Viktor Rasjtsjoepkin ·
1984: Rolf Danneberg ·
1988: Jürgen Schult ·
1992: Romas Ubartas ·
1996: Lars Riedel ·
2000: Virgilijus Alekna ·
2004: Virgilijus Alekna ·
2008: Gerd Kanter ·
2012: Robert Harting ·
2016: Christoph Harting ·
2020: Daniel Ståhl ·
2024: Rojé Stona
1983: Imrich Bugár ·
1987: Jürgen Schult ·
1991: Lars Riedel ·
1993: Lars Riedel ·
1995: Lars Riedel ·
1997: Lars Riedel ·
1999: Anthony Washington ·
2001: Lars Riedel ·
2003: Virgilijus Alekna ·
2005: Virgilijus Alekna ·
2007: Gerd Kanter ·
2009: Robert Harting ·
2011: Robert Harting ·
2013: Robert Harting ·
2015: Piotr Małachowski ·
2017: Andrius Gudžius ·
2019: Daniel Ståhl ·
2022: Kristjan Čeh ·
2023: Daniel Ståhl